# Wolfgang Schäffer
Wolfgang Schäffer (* 27. Juni 1953 in Bielefeld) ist ein deutscher Journalist und ehemaliger  Radrennfahrer.

## Sportliche Laufbahn
Im Alter von 15 Jahren begann Wolfgang Schäffer mit dem Radsport beim RC Zugvogel Bielefeld; 1975 wechselte er zum Verein Opel Schüler Berlin.
Dreimal in Folge  – 1975, 1976 und 1977 – wurde Schäffer gemeinsam mit Horst Gewiss deutscher Meister im Tandemrennen. 1975 startete das Duo bei den UCI-Bahn-Weltmeisterschaften 1975 in Rocourt bei Lüttich und belegte Rang vier, ebenso bei den Bahnweltmeisterschaften im Jahr darauf im italienischen Monteroni di Lecce. Bei den UCI-Bahn-Weltmeisterschaften 1977 in San Cristóbal gelang Schäffer und Gewiss der Sprung aufs Podium, als sie die Bronzemedaille errangen.
Wolfgang Schäffer holte weitere nationale Titel: 1974, 1975 und 1978 wurde er deutscher Meister im Omnium auf der Winterbahn in Münster und 1977 in der Mannschaftsverfolgung mit dem Vereinsteam von Opel Schüler Berlin. Ebenfalls 1977 wurde er deutscher Vizemeister im Sprint.
1979 beendete Schäffer seine Radsport-Laufbahn. Er wurde Journalist, arbeitet für das Westfalen-Blatt in seiner Heimatstadt Bielefeld und leitet das Ressort „Aus aller Welt/Auto“ (Stand 2018). Heute (Stand 2020) ist er als freier Journalist mit dem Thema Motorsport tätig.

## Erfolge
1974
- Deutscher Amateur-Meister – Omnium

1975
- Deutscher Amateur-Meister – Omnium, Tandemrennen (mit Horst Gewiss)

1976
- Deutscher Meister – Tandemrennen (mit Horst Gewiss)

1977
- Weltmeisterschaft – Tandemrennen (mit Horst Gewiss)
- Deutscher Meister – Tandemrennen (mit Horst Gewiss), Mannschaftsverfolgung (mit Jürgen Colombo, Peter Vonhof und Otto Steins)

1978
- Deutscher Amateur-Meister – Omnium